# 岩崎孝次
岩崎 孝次（いわさき こうじ、1985年2月25日 - ）は、日本の俳優、タレント。俳優集団NAKED BOYZの第2代リーダーを務めた。
2019年7月1日より自身による芸能会社、株式会社HEROを設立。
埼玉県出身、株式会社HERO。身長180cm。

## 略歴
高校卒業後は大工として働く。ほかにネイルサロン勤務の職歴がある。2009年よりエヴァーグリーン・クリエイティブに所属。2010年8月にNAKED BOYZの結成メンバーとなり、ユニット本公演やテレビドラマ出演などで活動する。
2013年8月、佐藤峻のユニット卒業発表に伴い、NAKED BOYZの第2代リーダーに就任。同年10月の本公演『オカマーズ9』にて公演座長を務める。
2014年9月、エヴァーグリーン・クリエイティブからNAKED BOYZ運営事務所であるNBOへ移籍する。
2015年8月でNAKED BOYZが活動休止となりグループを卒業
2019年7月、自社の会社である株式会社HEROを設立する。
趣味・特技はバレーボール、スノーボード、料理、家具作り。

## 出演

### テレビドラマ
- しぇいけんBABY! -Shakespeare Syndrome-（2010年1月、フジテレビ）
- タンブリング 第6話（2010年5月、TBS）
- クローバー 第2話・3話（2012年4月、テレビ東京）
- 松本清張没後20年特別企画・危険な斜面（2012年9月30日、フジテレビ）
- 花のズボラ飯 第4話・8話（2012年11月・12月、毎日放送）ケンちゃん 役

### 舞台
- ONLY SILVER FISH（2009年6月、新宿文化センター小ホール）
- ハマリマン（2010年11月、新宿FACE）
- 十二人の怒れる人々（2011年1月、アクアスタジオ）
- PRIDE（2011年2月、アクアスタジオ）中島明 役[10]
- 熱海殺人事件（2011年3月、アクアスタジオ）熊田留吉 役[要出典]
- GO, JET! GO! GO!（2011年5月、アクアスタジオ）大地 役[11]
- 信長（2011年9月、全労済ホールスペース・ゼロ）
- オサエロ（2011年12月、てあとるらぽう）浅井勝彦 役[12]
- 君死にたまふことなかれ（2012年2月、アクアスタジオ）
- 青木さん家の奥さん（2012年10月、築地ブディストホール）ヤンキー 役[13]
- 不思議な町の王子様 -第二章-（2013年2月、シアターサンモール）美神大河 役[14]
- 僕たちの町は一ヶ月後ダムに沈む（2013年3月、上野ストアハウス）田中悟 役[15]
- 佐川男子（2013年5月、築地ブディストホール）岩野翔 役[16]
- 青春ガチャン（2013年7月、上野ストアハウス）主演[17]
- 男おいらん（2013年8月 - 9月、笹塚ファクトリー）光祐 役[18]
- オカマーズ9（2013年10月、神保町花月）ガン 役[要出典] 主演
- 佐川男子1&2（2014年1月、築地ブディストホール）岩野翔 役[16]
- クローゼットZERO（2014年5月、神保町花月）白鳥美樹生 役[19]
- マッコリ兄弟と感動の巨大キャンバス（2014年11月、神保町花月）
- 擬人カレシ〜けもみみ大作戦!?〜（2014年12月、新宿村LIVE）タイガ 役[20]
- 朗読劇 美男子劇場（2015年5月、築地ブディストホール）
- 劇団時間制作　吐き気がするほどに（2015年10月、明石スタジオ）主演　佐治義隆役
- GOLDRUSH THEMUSICAL（2015年12月、はまぎんホール ヴィアマーレ）W主演　矢野雅幸役　総合監修：北原照久
- RANPO chronicle 蜃気楼奇譚（2016年3月、シアターノルン）
- OTOGI狂詩曲(2016年5月、中目黒キンケロシアター) 月の死者役
- Doors(2016年6月、7月、浅草ゆめまち劇場) 佐々野役
- モデラート(2016年7月、浅草ゆめまち劇場) 真中生役
- FRAG 新撰組(2016年7月、六行会ホール) 原田佐之助役
- 劇団時間制作　白紙の目次(2016年8月、新宿サンモールスタジオ)輪島大地役
- Gilles de Rais ジル・ド・レ　episode 1 残光のリフレイン(2016年10月、浅草ゆめまち劇場)風魔小太郎役
- Doors(2016年10月、11月、浅草ゆめまち劇場) 佐々野役
- RANPO chronicle　虚構のペルソナ(2016年11月、新宿シアターサンモール)
- タイプスプロデュース　シェイクスピアシリーズ冬物語(2016年12月、座・高円寺２)ポリクシニーズ
- 47男子(2017年1月、座・高円寺2)埼玉神役
- 緋色八犬伝(2017年2月、銀座博品館劇場)鎬役
- RANPO chronicle　憂鬱回廊(2017年2月、シアターノルン)
- Doors(2017年３月、浅草ゆめまち劇場) 木野村役
- もぴプロジェクト　マークドイエロー(２０１７年３月、王子はなまる小劇場)刑事役
- モンタージュ(2017年4月、あさくさゆめまち劇場)鳴子役
- ｋｍｐplanning　ライ(2017年5月、中野ザ・ポケット)知一役
- RANPO chronicle　冥府の箱(2017年8月、新宿シアターサンモール)
- ＤＩＤ～Dissociative Identity Disorder～(2017年９月、浅草ゆめまち劇場) 初脚本、初演出
- INFINITY～幕末妖刀異譚～(2017年10月、浅草ゆめまち劇場) 坂本竜馬役
- RANPO chronicle 特別公演 「怪人二十面相」（2018年1月、六行会ホール）
- ハイドレインジャー（2018年6月、浅草ゆめまち劇場）主演 藍役
- 手紙 〜大切な人に送るメッセージ〜（2018年8月）脚本、演出
- ミステイク カルミア島殺人事件（2018年10月、新宿スターフィールド）主演 佐藤ヤマト
- レジスタンスイレブン（2018年12月）
- 朗読劇「少年魔法士」（2018年12月、浜離宮朝日小ホール）リチャード ハイマン役
- 月に吠えろ夜ヲ焦がせ君ヨ（2019年3月、池袋BIG TREE THEATER）矢柄慶次役
- イケメンヴァンパイア（2019年4月、六本木EXシアター）ジャック ザ リッパー役
- 朗読劇 季節の恋（2019年、6月）上野ストアハウス
- 信長の野望 -炎舞- 再演（2020年1月）光が丘IMAホール 羽柴秀吉役
- 能楽男師（2020年1月柿山伏、附子）宝生能楽堂
- 能楽男師（2020年3月雁礫、附子）宝生能楽堂
- 狂言男師　秋の章（2020年9月、柿山伏、附子）宝生能楽堂
- 狂言男師　冬の章（2020年12月、口真似、蟹山伏）渋谷セルリアンタワー能楽堂
- 狂言男師　春の章（2021年3月、盆山、鴈礫、棒縛り）梅若能楽堂
- 狂言男師　夏の章（2021年7月、呼声、蚊相撲）渋谷セルリアンタワー能楽堂

### 映画
- タナトス〜むしけらの拳〜（2011年）
- グッバイマネー（2018年9月）

### その他のテレビ番組
- 超再現!ベストセラー「黒揚羽の夏」（2011年8月、日本テレビ）大間知三樹雄 役

### ラジオドラマ
- 美男子劇場「シルクのようになめらかに」（2014年10月、JFNC）園田 役[21]

### インターネット
- アクターボックス!!!（2012年 - 2013年、Ustream）メインMC
- バンダイナムコ &cast シェアハウchu（2018年3月-2019年6月）レギュラー

### CM
- 資生堂「uno」グラフィック
- キヤノン「コンパクトデジタルカメラ」WEB-CM（2010年）
- ファンケル「カロリミット」いっぱい食べる君が好き・男性編（2012年）

### ゲーム
- ART CODE SUMMONER（2020年、ジョゼフ・マロード・ウィリアム・ターナー）

### ホラー系イマーシブシアター
［［シャブラン神楽坂×オバケン］］［Endless美しい闇］（2022年8月15日〜10月14日、大城悠河役）
［［サンリオピューロランド］］［吸血鬼執事カフェ〜破られた掟〜］（2022年9月、10月、ノエル役）
［［オバケン］］［スケアリスト］（2022年10月20日、24日、Vamp Noble）